# 24 Wochen
Pour plus de détails, voir Fiche technique et Distribution.
24 Wochen est un film dramatique allemand écrit et réalisé par Anne Zohra Berrached et sorti en 2016.
Le film est présenté en sélection officielle à la Berlinale 2016.

## Fiche technique
- Titre original : 24 Wochen
- Titre international : 24 Weeks
- Réalisation : Anne Zohra Berrached
- Scénario : Anne Zohra Berrached

## Distribution
- Julia Jentsch : Astrid
- Bjarne Mädel : Markus
- Johanna Gastdorf : Beate
- Emilia Pieske : Nele
- Maria-Victoria Dragus : Kati
- Karina Plachetka : Isa
- Sabine Wolf : Katja
- Florian Kleine : l'automobiliste
- Martin Reik : Paul
- Mila Bruk : Svea
- Barbara Focke :
- Christian Müller : le policier
- Wolfgang Zarnack : un jeune homme